# Task Force 150
Task Force 150 eller Combined Task Force 150 (CTF-150) er en frivillig multinational sammenslutning af internationale marineenheder, der indirekte opererer på et FN-mandat.
Sammenslutningen stiller fartøjer (krigsskibe) til rådighed for bekæmpelse af terrorisme i internationale farvande. 

## Fire operationelle hovedpunkter for CTF-150
Opgavekomplekset for CTF-150 er:
1. Maritime Interdiction Operations (MIO), der er kontrol af gods der bliver transporteret i operationsområdet.
2. Maritime Security Operations (MSO), som er beskyttelse af skibe og installationer i operationsområdet.
3. Theater Security Cooperation (TSC), der er støtte til regionens svagere nationer.
4. Search and rescue (SAR), som er redningsaktioner.

CTF-150's operationsområde omfatter Adenbugten, Omanbugten, det Arabiske Hav, Røde Havet og det Indiske Ocean.

## Lande der har deltaget i CTF-150
- Australien
- Canada
- Frankrig
- Italien
- Holland
- New Zealand
- Pakistan
- Portugal
- Spanien
- Storbritannien
- Tyrkiet
- Tyskland
- USA
- Danmark

## Danmarks rolle
Danmark havde officielt ikke deltaget i disse aktiviteter før i 2008, men stillede dog tidligere med en forbindelsesofficer med henblik på bl.a. at forberede deltagelsen. Søværnet blev udset som kandidat for dansk deltagelse i første kvartal af 2008 med Søværnets Taktiske Stab og skibet F357 Thetis. Fra den 15. september 2008 og frem til 13. januar 2009 indtog Danmark med Søværnets Taktiske Stab positionen som leder af operationen med støtteskibet L16 Absalon. Efterfølgende deltog Absalon i Task Force 151.

## Ekstern henvisning
- Combined Task Force 150 (US Navy) Arkiveret 14. oktober 2008 hos  Wayback Machine
- Forsvaret: TF150